# Отто Ріхтер
Отто Ріхтер (нім. Otto Richter; 26 грудня 1893, Геррнгут — 25 квітня 1980) — німецький офіцер, генерал-майор вермахту. Кавалер Німецького хреста в сріблі.

## Біографія
Син вищого будівельного радника Саксонії Отто Ріхтера і його дружини Клари, уродженої Геппфер. 8 серпня 1914 року вступив у Саксонську армію. Учасник Першої світової війни. Після демобілізації армії залишений у рейхсвері. З 6 жовтня 1936 року — командир 48-ї інженерного батальйону (Бреслау). 3 липня 1940 року відправлений у резерв фюрера. З 19 квітня 1941 року — в штабі командувача інженерними частинами групи армій «C», з 22 червня 1941 року — групи армій «Північ». З 29 липня 1942 року — командир 519-го моторизованого інженерного полку. 26 жовтня 1942 року відправлений у резерв ОКГ і відряджений до командування 18-ї армії. З 23 грудня 1942 року — командувач інженерними частинами 18-ї армії. 28 липня 1943 року знову відправлений у резерв ОКГ. З 3 лютого по 1 березня 1944 року проходив курс командира дивізії. 4 березня 1943 року відряджений в управління особового складу сухопутних військ, 10 березня — в групу армій «A» до розпорядження заступником командира дивізії. З 18 квітня 1944 року — заступник командира 79-ї, з 3 травня — 320-ї піхотної дивізії. З 1 червня по 1 серпня 1944 року виконував обов'язки командира 198-ї піхотної дивізії. 29 серпня взятий в полон у Південній Франції. 29 вересня 1947 року звільнений.

## Сім'я
4 червня 1921 року одружився з Анною Тепфер. В шлюбі народились 2 дочки (1923 і 1924).

## Звання
- Фанен-юнкер (8 серпня 1914)
- Фенріх (27 січня 1915)
- Лейтенант (16 травня 1915) — патент від 23 травня 1914 року.
- Оберлейтенант (1 березня 1925)
- Гауптман (1 жовтня 1929)
- Майор (1 жовтня 1935)
- Оберстлейтенант (1 червня 1938)
- Оберст (1 червня 1941)
- Генерал-майор (1 лютого 1944)

## Нагороди
- Залізний хрест
  - 2-го класу (21 листопада 1914)
  - 1-го класу (9 листопада 1916)
- Орден дому Саксен-Ернестіне, лицарський хрест 2-го класу з мечами (1915)
- Орден Альберта (Саксонія), лицарський хрест 2-го класу з мечами (18 лютого 1916)
- Військовий орден Святого Генріха, лицарський хрест (13 червня 1916)
- Нагрудний знак «За поранення» в чорному (1918)
- Почесний хрест ветерана війни з мечами (18 грудня 1934)
- Медаль «За вислугу років у Вермахті»
  - 4-го, 3-го і 2-го класу (18 років; 2 жовтня 1936) — отримав 3 медалі одночасно.
  - 1-го класу (25 років; серпень 1939)
- Медаль «У пам'ять 13 березня 1938 року» (16 грудня 1938)
- Медаль «У пам'ять 1 жовтня 1938» із застібкою «Празький град» (2 серпня 1939)
- Застібка до Залізного хреста
  - 2-го класу (1 жовтня 1939)
  - 1-го класу (13 червня 1940)
- Хрест Воєнних заслуг 2-го і 1-го класу з мечами (20 квітня 1942) — отримав 2 нагороди одночасно.
- Медаль «За зимову кампанію на Сході 1941/42» (4 серпня 1942)
- Німецький хрест в сріблі (22 жовтня 1943)